# Richard Keith Call
Richard Keith Call (24 octobre 1792 près de Petersburg, Virginie - 14 septembre 1862 à Tallahassee, Floride) est un juriste, militaire et homme politique qui fut par deux fois gouverneur du Territoire de Floride.

## Biographie

### Jeunesse et études
Il fréquente l'école primaire puis la Mount Pleasant Academy. Au cours de l'année 1814, il rejoint l'armée américaine et sert en tant que lieutenant dans le 44th Infantry. Pendant la bataille de La Nouvelle-Orléans au début 1815, il fait partie de l'état-major d'Andrew Jackson, comme aide de camp. Dans les années qui suivent, Call reste dans l'armée, où il obtient le grade de capitaine en 1818. Au cours de l'année 1821, il rejoint le général Jackson en Floride, où il a été nommé gouverneur militaire. En mai 1822, il démissionne de l'armée, pour s'établir en Floride afin d'étudier le droit. Après son admission au barreau, il ouvre un cabinet à Pensacola.

### Carrière politique
À la même époque, il participe à la vie politique, de sa nouvelle patrie. Call est élu au Parlement territorial (Territorial council) et devient brigadier-général de la milice de Floride. Entre 1823 et 1825, il représente le territoire au Congrès des États-Unis à Washington. Le 16 mars 1836, il est nommé gouverneur du Territoire de Floride par le président Andrew Jackson. Il occupe ce poste jusqu'à sa révocation, le 2 décembre 1839, par le président Martin Van Buren. C'est peu avant le début de son mandat qu'a éclaté un conflit avec les Séminoles à cause de la mise en œuvre de l'Indian Removal Act, qui prévoit la déportation des indigènes vers le Territoire indien situé à l'ouest du Mississippi. Le gouverneur Call entre dans l'histoire de la Floride en tant que vainqueur de la bataille de Wahoo Swamp, le 21 novembre 1836. En mars 1841, il est encore fait appel à lui en tant que gouverneur territorial. Durant son mandat, jusqu'en 1844, il pose des jalons pour l'admission de la Floride en tant qu'État des États-Unis, ce qui sera chose faite lors du mandat de son successeur John Branch, le 3 mars 1845. Il s'est également efforcé de réduire les conséquences financières et économiques, pour la Floride, de la panique de 1837.

### Fin de carrière
En 1845, Call se présente à l'élection au poste de gouverneur du tout nouvel État de Floride, sous la bannière du parti Whig. Il est battu par le démocrate William Moseley. Dans les années 1830, il avait acquis et développé deux grandes plantations, dans le comté de Leon, Orchard Pond Plantation et The Grove Plantation. C'est sur celle de Grove, près de  Tallahassee, qu'il meurt en septembre 1862.

## Hommages posthumes
Plusieurs rues en Floride ont reçu son nom, comme à Hollywood, Jacksonville, Starke ou Tallahassee. En 1944, le Liberty ship SS Richard K. Call fut ainsi baptisé en son honneur.

## Sources
- (en) Harry Gardner Cutler, History of Florida, past and present, historical and biographical, Chicago, New York, Lewis Pub. Co., 1923 (OCLC 1525954).
- (en) Herbert J. Doherty, Richard Keith Call, Southern Unionist, Gainesville, University of Florida Press, 1961 (OCLC 656698).
- « CALL, Richard Keith, (1792 - 1862) » dans Biographical Directory of the United States Congress, Congrès des États-Unis.
- « Richard Keith Call (1792–1862) » dans Florida Governors' Portraits, Florida: Office of Cultural & Historical Programs.